# Дорна (Румунія)
Дорна (рум. Dorna) — село у повіті Клуж в Румунії. Входить до складу комуни Ашкілеу.
Село розташоване на відстані 350 км на північний захід від Бухареста, 27 км на північ від Клуж-Напоки.

## Населення
За даними перепису населення 2002 року у селі проживала 81 особа, усі — румуни. Усі жителі села рідною мовою назвали румунську.